# Maroussia Paré
Maroussia Paré (18 de julio de 1996) es una deportista de Francia que compite en atletismo. Ganó una medalla de bronce en el Campeonato Europeo de Atletismo por Equipos de 2021, en la prueba de 4 × 100 m.